# Just Dance 3
Pour les articles homonymes, voir Just Dance.
Just Dance 3 est un jeu de rythme basé sur la danse. Il a été développé par Ubisoft Paris et édité par Ubisoft pour la Wii, la PlayStation 3 et la Xbox 360. Il est le troisième volet de la série Just Dance, sorti le 11 September 30, 2011 en Amérique du Nord).
C'est un succès commercial (plus de 10 millions d'exemplaires vendus) et le 10e jeu le plus vendu sur Nintendo Wii,.

## Système de jeu
Le joueur peut danser sur 49 titres, 51 avec l'édition spéciale sur Wii ou l'Exclusivité Target (Kinect), ou 53 avec l'édition spéciale sur Kinect. Dans cette troisième version du jeu, il est possible de jouer seul, en duo, en mode « crew » (équipe) de 4 joueurs ou en mode « Hold My Hand » (main dans la main). Des modes apparaissant sur les versions antérieures sont toujours là comme "Just Sweat" qui permet une sélection de chansons au chorégraphies plus sportives. Les récompenses obtenues après chaque chanson permettent de débloquer des modes comme les mash-ups de danse, les versions fitness.
Just Dance 3 est un jeu classé dans la catégorie dite de "danse". Le principe du jeu est d'imiter les mouvements du personnage à l'écran (un coach) comme si c'était le reflet d'un miroir. Selon la chanson, les mouvements sont plus ou moins complexes et demandent plus ou moins d'effort. Des icônes indiquant les suites de pas et de mouvements défilent en bas de l'écran. S'ils sont effectués correctement et en rythme, le joueur obtient des points de score. Certains mouvements valent sensiblement plus de points, on les reconnait aux effets lumineux autour du coach, ce sont les Gold Moves. Si la chanson choisie est une chorégraphie en duo ou en groupe, il arrive que les joueurs fassent des mouvements différents, et soient amenés à se croiser.
Dans la version Kinect, le mode "Just Create" permet aux joueurs de créer leurs propres chorégraphies. Ils peuvent les enregistrer, et les partager avec leurs amis en ligne.

## Liste des titres

### Mode Classique
| Chanson                                                                               | Artiste(s)                                                          | Technique | Effort    | Année | Mode                    | Coach(s)   |
| ------------------------------------------------------------------------------------- | ------------------------------------------------------------------- | --------- | --------- | ----- | ----------------------- | ---------- |
| Airplanes (TE)                                                                        | B.o.B featuring Hayley Williams of Paramore                         | 1         | 3         | 2010  | Solo                    | ♂          |
| Apache (Jump On It)                                                                   | The Sugarhill Gang                                                  | 3         | 2         | 1981  | Solo                    | ♂          |
| Are You Gonna Go My Way                                                               | Lenny Kravitz                                                       | 1         | 3         | 1993  | Solo                    | ♂          |
| Baby One More Time*                                                                   | Britney Spears (The Girly Team)                                     | 2         | 2         | 1998  | Quatuor                 | ♀/♀/♀/♀    |
| Baby Zouk (D)                                                                         | Dr. Creole                                                          | 2         | 3         | 2010  | Duo                     | ♀/♂        |
| Barbra Streisand                                                                      | Duck Sauce                                                          | 2         | 2         | 2010  | Solo                    | ♀          |
| Barbra Streisand -version extreme (C = Haut-Haut-Bas-Bas-Gauche-Droite-Gauche-Droite) | Duck Sauce                                                          | 3         | 3         | 2010  | Solo                    | ♂ (D)      |
| Beautiful Liar*                                                                       | Beyoncé et Shakira (reprise : Countdouwn Mix Masters)               | 3         | 1         | 2007  | Duo                     | ♀/♀        |
| Boogie Wonderland*                                                                    | Earth, Wind and Fire (Groove Century)                               | 2         | 2         | 1979  | Quatuor                 | ♀/♂/♂/♀    |
| Boom                                                                                  | Reggaeton Storm                                                     | 2         | 2         | 1999  | Solo                    | ♀          |
| California Gurls                                                                      | Katy Perry feat. Snoop Dogg                                         | 2         | 2         | 2010  | Solo                    | ♀          |
| Crazy Little Thing Called Love                                                        | Queen                                                               | 3         | 2         | 1979  | Duo                     | ♀/♂        |
| Da Funk (FR)                                                                          | Daft Punk                                                           | 2         | 2         | 1995  | Duo                     | ♂/♀        |
| Dance All Nite                                                                        | Anja                                                                | 3         | 1         | 2011  | Solo                    | ♀          |
| Dynamite                                                                              | Taio Cruz                                                           | 1         | 2         | 2010  | Quatuor                 | ♂/♀/♀/♂    |
| E.T. (BBE)                                                                            | Katy Perry                                                          | 1         | 2         | 2011  | Solo                    | ♀          |
| Forget You                                                                            | Cee Lo Green                                                        | 2         | 2         | 2010  | Solo                    | ♂          |
| Giddy On Up Giddy On Out                                                              | Laura Bell Bundy                                                    | 2 - 1 (D) | 1 - 1 (D) | 2010  | Solo - Hold My Hand (D) | ♀ - ♀♀ (D) |
| Gonna Make You Sweat (Everybody Dance Now)*                                           | C+C Music Factory (reprise : Sweat Invaders)                        | 2         | 3         | 1990  | Solo                    | ♂          |
| Hey Boy Hey Girl                                                                      | The Chemical Brothers                                               | 3         | 3         | 1999  | Solo                    | ♂          |
| Hungarian Dance No. 5* (D)                                                            | orchestration de 1950 d'après Johannes Brahms                       | 2         | 2         | 1869  | Duo                     | ♀/♂        |
| I Feel Love                                                                           | Donna Summer                                                        | 2         | 1         | 1977  | Solo                    | ♀          |
| I Don't Feel Like Dancin'                                                             | Scissor Sisters                                                     | 3         | 3         | 2006  | Solo                    | ♂          |
| I'm So Excited                                                                        | The Pointer Sisters                                                 | 1         | 3         | 1982  | Solo                    | ♀          |
| I Was Made for Lovin' You                                                             | Kiss                                                                | 1         | 2         | 1979  | Quatuor                 | ♂/♂/♀/♂    |
| I Was Made For Lovin' You -version sweat (D)                                          | Kiss                                                                | 2         | 3         | 1979  | Solo                    | ♀          |
| Jamaican Dance                                                                        | Konshens                                                            | 1         | 2         | 2011  | Hold My Hand            | ♀/♂        |
| Jump (For My Love)                                                                    | Girls Aloud                                                         | 3         | 3         | 2003  | Duo                     | ♀/♀        |
| Jungle Drum (Beta Song)                                                               | Emilíana Torrini                                                    | ?         | ?         | 2009  | Solo                    | ♀          |
| Kurio Ko Uddah Le Jana                                                                | Bollywood Rainbow                                                   | 3         | 2         | 1994  | Duo                     | ♀/♂        |
| Land of 1000 Dances                                                                   | Wilson Pickett                                                      | 1         | 3         | 1966  | Solo                    | ♂          |
| Let's Go To the Mall                                                                  | Robin Sparkles                                                      | 3         | 2         | 2006  | Solo                    | ♀          |
| Lollipop                                                                              | Mika                                                                | 2         | 2         | 2007  | Solo                    | ♀          |
| Mamasita (D)                                                                          | Latino Sunset                                                       | 3         | 2         | 2001  | Duo                     | ♀/♂        |
| Marcia Baila**                                                                        | Les Rita Mitsouko                                                   | 2         | 2         | 1985  | Solo                    | ♀          |
| Night Boat To Cairo                                                                   | Madness                                                             | 1         | 3         | 1979  | Quatuor                 | ♂/♀/♂/♂    |
| No Limit                                                                              | 2 Unlimited                                                         | 2         | 3         | 1993  | Duo                     | ♀/♂        |
| Only Girl (In the World) (TE)                                                         | Rihanna                                                             | 1         | 2         | 2010  | Solo                    | ♀          |
| Party Rock Anthem                                                                     | LMFAO featuring Lauren Bennett et GoonRock                          | 3         | 2         | 2011  | Solo                    | ♂          |
| Pata Pata*                                                                            | Miriam Makeba (Reprise : femmes africaines)                         | 1         | 2         | 1967  | Duo                     | ♀/♀        |
| Price Tag                                                                             | Jessie J featuring B.o.B                                            | 2         | 1         | 2011  | Solo                    | ♀          |
| Promiscuous                                                                           | Nelly Furtado feat. Timbaland                                       | 2         | 2         | 2006  | Duo                     | ♀/♂        |
| Pump It                                                                               | The Black Eyed Peas                                                 | 3         | 3         | 2006  | Solo                    | ♂          |
| Satellite**                                                                           | Lena                                                                | 1         | 2         | 2010  | Solo                    | ♀          |
| She's Got Me Dancing                                                                  | Tommy Sparks                                                        | 3         | 2         | 2009  | Solo                    | ♂          |
| Somethin' Stupid                                                                      | Robbie Williams featuring Nicole Kidman                             | 1         | 1         | 2001  | Duo                     | ♀/♂        |
| Spectronizer                                                                          | Sentai Express                                                      | 2         | 2         | 2011  | Quatuor                 | ♀/♂/♂/♂    |
| Take on Me                                                                            | A-ha                                                                | 1         | 3         | 1985  | Solo                    | ♂          |
| Teenage Dream (BBE)                                                                   | Katy Perry                                                          | 2         | 1         | 2010  | Solo                    | ♀          |
| The Master Blaster (D)                                                                | Inspector Marceau                                                   | 3         | 1         | 1969  | Duo                     | ♀/♂        |
| Think*                                                                                | Aretha Franklin (reprise : le théâtre-orchestre de Londres et Cast) | 2         | 2         | 1968  | Solo                    | ♀          |
| This Is Halloween                                                                     | Danny Elfman                                                        | 2         | 2         | 1993  | Quatuor                 | ♀/♀/♂/♀    |
| Tightrope                                                                             | Janelle Monáe                                                       | 3         | 2         | 2010  | Solo                    | ♀          |
| Venus                                                                                 | Bananarama                                                          | 1         | 2         | 1986  | Solo                    | ♀          |
| Video Killed the Radio Star                                                           | The Buggles                                                         | 2         | 2         | 1979  | Solo                    | ♂          |
| What You Waiting For?                                                                 | Gwen Stefani                                                        | 2         | 1         | 2004  | Solo                    | ♀          |

- "*" signifie que le titre est une reprise, pas l'original.
- "**" signifie que le titre n'est disponible qu'en Europe.
- "(BB)" indique que le titre fait partie du contenu exclusif proposé par les magasins américains Best Buy (ou Special Edition exclusive en Europe).
- "(TE)" indique que le titre fait partie du contenu exclusif proposé par les magasins américains Target (ou Special Edition exclusive en Europe ?).
- "(D)" signifie que le titre doit être débloqué au fil du jeu.
- "(C)" signifie qu'un code est requis.
- "♂" signifie que le coach est un garçon.
- "♀" signifie que le coach est une fille.
- "(Beta Song)" indique que la chanson a été enlevée pour des raisons inconnues.

### Contenu téléchargeable

#### Wii
| Chanson                        | Artiste(s)                                        | Technique | Effort | Année | Mode | Coach(s) | Sortie           | Points Wii     | Date de retrait                           |
| ------------------------------ | ------------------------------------------------- | --------- | ------ | ----- | ---- | -------- | ---------------- | -------------- | ----------------------------------------- |
| Baby Don't Stop Now            | Anja                                              | 2         | 1      | 2011  | Solo | ♀        | 7 octobre 2011   | 250 Wii Points | Divers (fermeture des boutiques en ligne) |
| Fame*                          | Irene Cara (reprise : In The Style Of Irene Cara) | 1         | 3      | 1980  | Solo | ♀        | 23 novembre 2011 | 250 Wii Points | Divers (fermeture des boutiques en ligne) |
| Jambo Mambo                    | Olé Orquestra                                     | 2         | 2      | 1997  | Duo  | ♀/♂      | 7 octobre 2011   | 250 Wii Points | Divers (fermeture des boutiques en ligne) |
| Jump*                          | Kris Kross (Reprise : Studio Musicians)           | 3         | 3      | 1991  | Duo  | ♂/♂      | 23 novembre 2011 | 250 Wii Points | Divers (fermeture des boutiques en ligne) |
| Soul Searchin'                 | Groove Century                                    | 1         | 1      | 1999  | Solo | ♂        | 7 octobre 2011   | 250 Wii Points | Divers (fermeture des boutiques en ligne) |
| Twist and Shake It             | The Girly Team                                    | 2         | 1      | 2008  | Duo  | ♀/♀      | 8 octobre 2011   | 250 Wii Points | Divers (fermeture des boutiques en ligne) |
| U Can't Touch This*            | MC Hammer (Reprise : Groove Century)              | 2         | 3      | 1992  | Solo | ♂        | 23 novembre 2011 | 250 Wii Points | Divers (fermeture des boutiques en ligne) |
| Baby Girl                      | Reggaeton                                         | 3         | 2      | 2003  | Solo | ♂        | 22 décembre 2011 | 250 Wii Points | Divers (fermeture des boutiques en ligne) |
| Toxic                          | The Hit Crew                                      | 3         | 1      | 2003  | Solo | ♀        | 22 décembre 2011 | 250 Wii Points | Divers (fermeture des boutiques en ligne) |
| Crazy Christmas                | Santa Clones                                      | 2         | 3      | 2010  | Solo | ♂        | 22 décembre 2011 | 250 Wii Points | Divers (fermeture des boutiques en ligne) |
| Just Mario                     | Ubisoft Meets Nintendo                            | 1         | 3      | 1990  | Solo | ♂        | 14 décembre 2011 | 250 Wii Points | Divers (fermeture des boutiques en ligne) |
| Jump in the Line               | The Sunlight Shakers                              | 3         | 2      | 1961  | Duo  | ♀ / ♂    | 22 décembre      | 250 Wii Points | Divers (fermeture des boutiques en ligne) |
| Iko Iko                        | Mardi Gras                                        | 1         | 2      | 1954  | Solo | ♂        | 22 décembre 2011 | 250 Wii Points | Divers (fermeture des boutiques en ligne) |
| Walk Like An Egyptian          | The Bangles                                       | 2         | 2      | 1986  | Solo | ♀        | 22 décembre 2011 | 250 Wii Points | Divers (fermeture des boutiques en ligne) |
| I Like to Move It (Radio Mix)* | Reel 2 Real featuring The Mad Stuntman            | 2         | 2      | 1994  | Solo | ♀        | 3 janvier 2012   | 250 Wii Points | Divers (fermeture des boutiques en ligne) |
| Touch Me Want Me               | Sweat Invaders                                    | 2         | 3      | 2004  | Solo | ♀        | 3 janvier 2012   | 250 Wii Points | Divers (fermeture des boutiques en ligne) |
| Dun N Dunsted                  | Jason Creasey                                     | 2         | 2      | 2010  | Solo | ♂        | 3 janvier 2012   | 250 Wii Points | Divers (fermeture des boutiques en ligne) |
| Beat Match Until I'm Blue      | Elevator Suite                                    | 2         | 2      | 2011  | Solo | ♀        | 3 janvier 2012   | 250 Wii Points | Divers (fermeture des boutiques en ligne) |
| Cardiac Caress                 | Sweat Invaders                                    | 2         | 3      | 2012  | Solo | ♀        | 18 janvier 2012  | 250 Wii Points | Divers (fermeture des boutiques en ligne) |
| Boomsday                       | Sweat Invaders                                    | 2         | 3      | 2012  | Solo | ♂        | 18 janvier 2012  | 250 Wii Points | Divers (fermeture des boutiques en ligne) |
| Merengue                       | Sweat Invaders                                    | 2         | 2      | 2012  | Solo | ♀        | 18 janvier 2012  | 250 Wii Points | Divers (fermeture des boutiques en ligne) |
| Who Let The Dogs Out?*         | Baha Men                                          | 2         | 2      | 2000  | Solo | ♂        | 18 janvier 2012  | 250 Wii Points | Divers (fermeture des boutiques en ligne) |
| Katti Kalandal                 | Bollywood                                         | 2         | 2      | 2000  | Duo  | ♀/♂      | 1er février 2012 | 250 Wii Points | Divers (fermeture des boutiques en ligne) |
| Why Oh Why                     | Love Letter                                       | 1         | 1      | 2009  | Duo  | ♀/♂      | 1er février 2012 | 250 Wii Points | Divers (fermeture des boutiques en ligne) |
| The Power                      | Snap!                                             | 2         | 3      | 1990  | Solo | ♂        | 1er février 2012 | 250 Wii Points | Divers (fermeture des boutiques en ligne) |
| Skin To Skin                   | Sweat Invaders                                    | 1         | 3      | 1992  | Solo | ♂        | 1er février 2012 | 250 Wii Points | Divers (fermeture des boutiques en ligne) |
| Rasputin                       | Boney M                                           | 3         | 3      | 1978  | Solo | ♂        | 15 février 2012  | 250 Wii Points | Divers (fermeture des boutiques en ligne) |
| Mugsy Baloney                  | Charleston                                        | 3         | 2      | 1924  | Duo  | ♀/♂      | 15 février 2012  | 250 Wii Points | Divers (fermeture des boutiques en ligne) |
| That's the Way (I Like It)     | KC and the Sunshine Band                          | 2         | 1      | 1975  | Solo | ♂        | 15 février 2012  | 250 Wii Points | Divers (fermeture des boutiques en ligne) |
| Down By The Riverside          | The Reverend Horiato & Amos Sweet                 | 2         | 3      | 1927  | Solo | ♀        | 14 mars          | 250 Wii Points | Divers (fermeture des boutiques en ligne) |
| Kids in America                | Kim Wilde                                         | 2         | 3      | 1989  | Solo | ♀        | 14 mars          | 250 Wii Points | Divers (fermeture des boutiques en ligne) |
| Professor Pumplestickle        | Nick Phoenix & Thomas J. Bergersen                | 1         | 3      | 2006  | Duo  | ♂/♀      | 14 mars          | 250 Wii Points | Divers (fermeture des boutiques en ligne) |
| DARE                           | Gorillaz                                          | 2         | 1      | 2007  | Solo | ♂        | 14 mars          | 250 Wii Points | Divers (fermeture des boutiques en ligne) |
| Alright                        | Supergrass                                        | 2         | 2      | 1994  | Duo  | ♀/♂      | 25 avril         | 250 Wii Points | Divers (fermeture des boutiques en ligne) |
| Futbol Crazy                   | Paul J Borg                                       | 1         | 2      | 2009  | Solo | ♀        | 25 avril         | 250 Wii Points | Divers (fermeture des boutiques en ligne) |
| Dagomba                        | Sorcerer                                          | 2         | 3      | 2003  | Solo | ♂        | 25 avril         | 250 Wii Points | Divers (fermeture des boutiques en ligne) |
| It's Raining Men               | The Weather Girls                                 | 2         | 3      | 1982  | Solo | ♀        | 25 avril         | 250 Wii Points | Divers (fermeture des boutiques en ligne) |

#### Xbox 360
Les chansons téléchargeables pour Kinect proviennent de Just Dance et Just Dance 2, rattrapant ainsi le retard de deux épisodes de la série sur Xbox 360.
| Chanson                               | Artiste               | Technique | Effort | Année | Mode | Coach(s) | Sortie           | Points               |
| ------------------------------------- | --------------------- | --------- | ------ | ----- | ---- | -------- | ---------------- | -------------------- |
| Heart of Glass                        | Blondie               | 2         | 1      | 1979  | Solo | ♀        | 7 octobre 2011   | 240 Microsoft Points |
| Jin Go Lo Ba                          | Fatboy Slim           | 2         | 2      | 2004  | Solo | ♀        | 15 novembre 2011 | 240 Microsoft Points |
| Cosmic Girl                           | Jamiroquai            | 1         | 2      | 1996  | Solo | ♀        | 15 novembre 2011 | 240 Microsoft Points |
| Satisfaction (Isak Original Extended) | Benny Benassi         | 1         | 1      | 2003  | Solo | ♂        | 15 novembre 2011 | 240 Microsoft Points |
| Acceptable in the 80s                 | Calvin Harris         | 2         | 2      | 2007  | Solo | ♀        | 23 novembre 2011 | 240 Microsoft Points |
| Proud Mary                            | Ike & Tina Turner     | 2         | 3      | 1991  | Solo | ♀        | 23 novembre 2011 | 240 Microsoft Points |
| Walk Like an Egyptian                 | The Bangles           | 2         | 2      | 1986  | Solo | ♀        | 6 décembre 2011  | 240 Microsoft Points |
| Mashed Potato Time                    | Dee Dee Sharp         | 1         | 1      | 1962  | Solo | ♀        | 6 décembre 2011  | 240 Microsoft Points |
| Step by Step                          | New Kids on the Block | 2         | 2      | 1990  | Solo | ♂        | 20 décembre 2011 | 240 Microsoft Points |
| Louie Louie                           | Iggy Pop              | 1         | 3      | 1993  | Solo | ♂        | 20 décembre 2011 | 240 Microsoft Points |
| Funplex                               | The B-52's            | 2         | 2      | 2008  | Solo | ♀        | 20 décembre 2011 | 240 Microsoft Points |

- "♂" signifie que le coach est un garçon.
- "♀" signifie que le coach est une fille.